# Ramaders del Baix Empordà
La cooperativa Ramaders del Baix Empordà  SCCL és una entitat fundada el 1990 a Ultramort per a la comercialització cooperativa de la llet i els seus derivats. El 2019 reunia 45 petites i mitjanes granges de vaques lleteres.
Va ser un dels membres fundadors de Lllet Nostra el 2003. El 2019, la cooperativa va transferir la seu de Girona cap a La Bisbal d'Empordà. El mateix any va signar un conveni de cooperació amb el consell comarcal per donar suport a la innovació i la sostenibilitat del sector ramader. El 2020 va ser un dels motors per crear la marca de postres «Els Músics» que reuneixen 490 productors agroalimentaris.